# Riistavesi
Riistavesi är en sjö i Finland. Den ligger i kommunerna Kuopio och Tuusniemi i landskapet Norra Savolax, i den centrala delen av landet, 300 km nordost om huvudstaden Helsingfors. Riistavesi ligger 81,9 meter över havet. Den är 42,97 meter djup. Arean är 23,17 kvadratkilometer och strandlinjen är 197,82 kilometer lång. Sjön  ingår i Vuoksens huvudavrinningsområde.   Den sträcker sig 7,5 kilometer i nord-sydlig riktning, och 6,2 kilometer i öst-västlig riktning.